# الأهالي (جريدة)
الأهالي هي جريدة عربية أسبوعية مصرية يصدرها حزب التجمع الوطني التقدمي الوحدوي في القاهرة.

## التاريخ والملف الشخصي
تأسست جريدة الأهالي عام 1978 لتكون الجريدة الناطقة رسميا باسم حزب التجمع الوطني التقدمي الوحدوي، وهو حزب يساري مصري أسسه خالد محي الدين. وقد لعبت منذ تأسيس الجريدة وحتى الآن دورا هاما في الحياة السياسية والثقافية في مصر. صدرت جريدة الأهالي لأول مرة في شباط 1978. وهي صحيفة حزب التجمع الوطني التقدمي الاتحادي الذي هو أيضًا ناشر الصحيفة اليومية. وكان مؤسس كل من الصحيفة والحزب هو خالد محيي الدين. يقول ديليب هيرو، الخبير في شؤون الشرق الأوسط والإسلام وآسيا الوسطى، إن جريدة الأهالي أكثر شعبية بكثير من حزب التجمع الوطني التقدمي الاتحادي. أُغلقَت الصحيفة مؤقتًا من الحكومة المصرية بعد ستة أشهر من تأسيسها بسبب تغطيتها لنجاح الحزب وشعبيته.
وبعد فترة وجيزة من إصدارها، وصلت توزيعات جريدة الأهالي إلى 150 ألف نسخة. وقد بيعت من هذه الصحيفة ما يقرب من 100 ألف نسخة في عام 1989.

## الموقف السياسي والمحظورات
ان للأهالي موقف يساري وكان الناقد الرئيس لحكم السادات. بعد صدورها مباشرة، قامت الحكومة المصرية بإغلاق الصحيفة مؤقتًا. علاوة على ذلك، تعرضت للعديد من المحظورات، وتعرضت مكاتبها للهجوم من القوات المصرية أثناء حكم السادات. واستمر نهجها النقدي في عهد حسني مبارك، خليفة السادات.

## المحتوى

### رئاسة التحرير
تولى رئاسة تحرير جريدة الأهالي منذ تأسيسها وحتى الآن العديد من الأسماء اللامعة في مجال الصحافة في مصر من بينهم حسين عبد الرازق وعبد العال الباقوري وأمينة النقاش ونبيل زكى. ويشغل حسين البطراوي منصب رئيس تحرير جريدة الأهالي في الوقت الحالي.

### المساهمون
كانت الأهالي تنتقد بشدة الحاكم الإيراني الشاه محمد رضا بهلوي شاه إيران قبل الثورة الإسلامية في إيران. كانت هذه الصحيفة هي المطبوعة المصرية الوحيدة التي فسرت بشكل صحيح المظاهرات الحاشدة في إيران عام 1978 وتوقعت أن تكون هذه المظاهرات بمثابة مقدمة لثورة، وكان لها تحليلات سياسية عُدّت الأدق والأفضل. بالإضافة إلى ذلك، كانت أول صحيفة مصرية تنشر مقابلة مع آية الله الخميني قبل الثورة في عام 1979. وكانت هذه الصحيفة من بين اثنتي عشرة صحيفة احتجت على الدستور الذي وضعه الإسلاميون في كانون الأول 2012.
نشر رفعت السعيد، رئيس حزب التجمع الوطني التقدمي الوحدوي، العديد من المقالات في الصحيفة والتي تضمنت في معظمها انتقادات لانتهاكات حقوق الأقباط في مصر. محمود المراغي هو أحد رؤساء التحرير السابقين للصحيفة والذي استقال من منصبه في 25 تشرين الأول 1989. شغلت فريدة نقاش أيضًا هذا المنصب، وكانت أول رئيسة تحرير لصحيفة الأهالي.
نشر أمين هويدي، وزير الحرب السابق ومدير المخابرات العامة، مقالات في الصحيفة.

## وصلات خارجية
- الموقع الرسمي لجريدة الأهالي